# ISO 3166-2:GY
Kódy ISO 3166-2 pro Guyanu identifikují 10 regionů (stav v roce 2015). První část (GY) je mezinárodní kód pro Guyanu, druhá část sestává z dvou písmen identifikujících region.

## Seznam kódů
```
GY-BA Barima-Waini
GY-CU Cuyuni-Mazaruni
GY-DE Demerara-Mahaica
GY-EB East Berbice-Corentyne
GY-ES Essequibo Islands-West Demerara
GY-MA Mahaica-Berbice
GY-PM Pomeroon-Supenaam
GY-PT Potaro-Siparuni
GY-UD Upper Demerara-Berbice
GY-UT Upper Takutu-Upper Essequibo
```